# Straßenbahn Bratislava
Die Straßenbahn Bratislava ist das 1895 eröffnete meterspurige Straßenbahn-System der slowakischen Hauptstadt Bratislava und ist neben der Straßenbahn Košice eines von zwei Straßenbahnnetzen in der Slowakei. Sie wird vom Verkehrsunternehmen Dopravný podnik Bratislava a. s. (DPB) betrieben, das auch für den 1941 in Betrieb genommenen Oberleitungsbus Bratislava sowie den städtischen Autobusverkehr zuständig ist.

## Geschichte

### Donaumonarchie (1881/1893–1918)

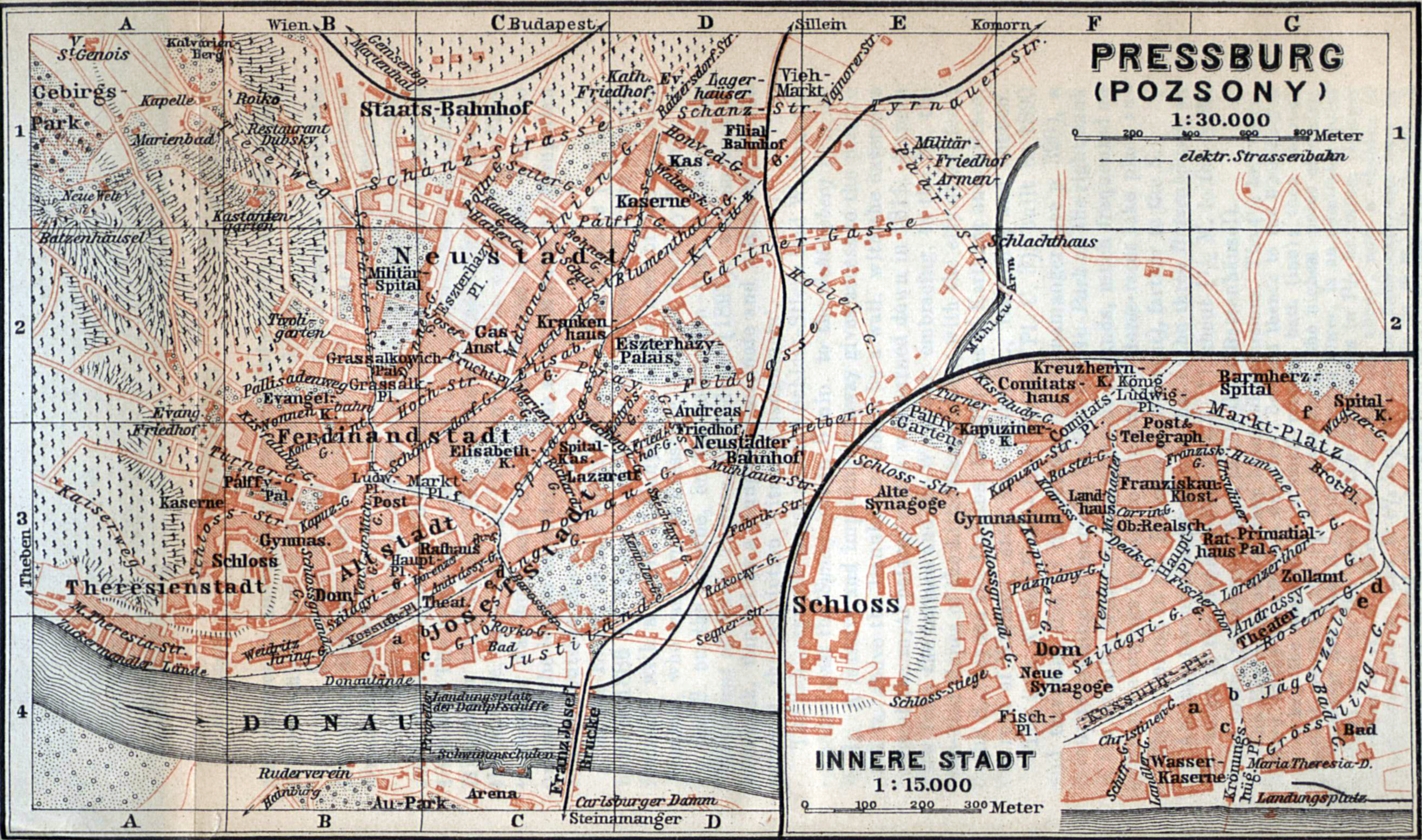
Karte vom damaligen Pressburg (1905), mit den bis dahin fertiggestellten Straßenbahnlinien

Die ersten Pläne zur Errichtung einer Straßenbahn im damaligen Pressburg (heute: Bratislava) wurden 1881 von dem Wiener Ingenieur Nicolaus Markovits vorgeschlagen, nachdem ein Omnibusnetz schon seit 1868 in Betrieb war. Dies sollte jedoch noch eine Pferdestraßenbahn sein, und die eingleisige Trasse sollte vom damaligen Krönungshügelplatz (heute slowakisch: Námestie Ľudovíta Štúra) über den Promenadenplatz (heute slowakisch: Hviezdoslavovo námestie), Marktplatz (heute: Námestie SNP) und die Stephaniestraße (heute: Štefánikova ulica) zum damaligen Gebäude des Staatsbahnhofs (heute: Bratislava hlavná stanica) führen. Dieses Projekt wurde jedoch nicht weitergeführt.
1893 schlug der Salzburger Ingenieur Alexander Werner erneut eine Pferdestraßenbahn vor, änderte dann aber seinen Vorschlag zu einer elektrischen Straßenbahn ab. Am 2. Juni 1893 erhielt er vom ungarischen Handelsministerium der k.u.k. Doppelmonarchie eine Genehmigung zu Vorbereitungsarbeiten. Nach dem neuen Plan wurde die Hauptstrecke am Donauufer zur Vitézgasse (heute nicht mehr existierend) in der damaligen Theresienstadt unterhalb der Burg verlängert; sie blieb bis zum Staatsbahnhof weitgehend identisch, führte aber direkt über den Promenadenplatz. Abzweigstrecken sollten nach diesem Plan zum heute nicht mehr existierenden Neustädter Bahnhof (heute Standort des Busbahnhofs Mlynské nivy) und zum Filialbahnhof (heute: Bahnhof Bratislava filiálka) führen. Daneben waren auch einige Nebenstrecken geplant, um eventuell Vororte und Industriegelände innerhalb der nächsten fünf Jahre anzuschließen: So sollten die Patronenfabrik (nicht erbaut), die Fabrik Dynamit-Nobel und das heutige Račianske mýto via Schöndorferstraße (heute Obchodná ulica) und Landstraße (heute Radlinského ulica) erschlossen werden. Die Straßenbahnwagen sollten von der Budapester Firma Ganz geliefert werden.
Im Juli 1893 wurde ein Vertrag zwischen dem Pressburger Magistrat und der Firma Lindberg und Ganz unterzeichnet. Am 19. September 1894 wurde die Konzession zum Bau der Straßenbahn erteilt, mit dem eigentlichen Baubeginn im Mai 1895. Am 27. August 1895 wurde der erste Streckenteil vom Donauufer zur Kreuzung der heutigen Straßen Štefánikova und Krížkova eröffnet. Noch im selben Jahr wurde die Strecke zum Staatsbahnhof verlängert. Diese Strecke hatte 14 Haltestellen und war 3125 Meter lang.
Schon im nächsten Jahr wurden die Zweigstrecken zum Neustädter Bahnhof via Barossstraße (heute Štúrova) und Justilände (heute Dostojevského rad) und zum Filialbahnhof via Spitalgasse (heute Špitálska) und Kreuzgasse (heute Krížna) gebaut. Damit waren alle drei Bahnhöfe der Stadt erschlossen.
Im Jahr 1897 wurde die Firma Lindberg vom Betrieb ausgeschlossen, und die Részvénytársaság villamos és közlekedési vállalatok számára wurde gegründet. Diese wurde im Juni 1898 von der Pozsonyi villamossagi reszvénytársaság genannten DPB-Vorgängergesellschaft abgelöst. Noch vor der Jahrhundertwende wurde auch das heutige Račianske mýto an das Netz angeschlossen.
Am Anfang des 20. Jahrhunderts wurden die existierenden Linien mit den Buchstaben A bis E gekennzeichnet, und es wurden Lyra-Stromabnehmer eingesetzt. Als Ersatz für die nicht ausgeführte Strecke zur Patronenfabrik entstand 1909 die Gleislose Bahn Preßburg–Eisenbrünnl zu dieser Fabrik und weiter nach Železná studienka (deutsch Eisenbrünnl), die bis 1915 Bestand hatte. 1910 wurde die Erweiterung zur Fabrik Dynamit-Nobel (bei der heutigen Haltestelle Bratislava-Vinohrady) von der Landstraße aus durchgeführt und dabei auch die Verbindung zur Spitalgasse gebaut.

### Tschechoslowakei, Erste Slowakische Republik (1918–1945/1948)

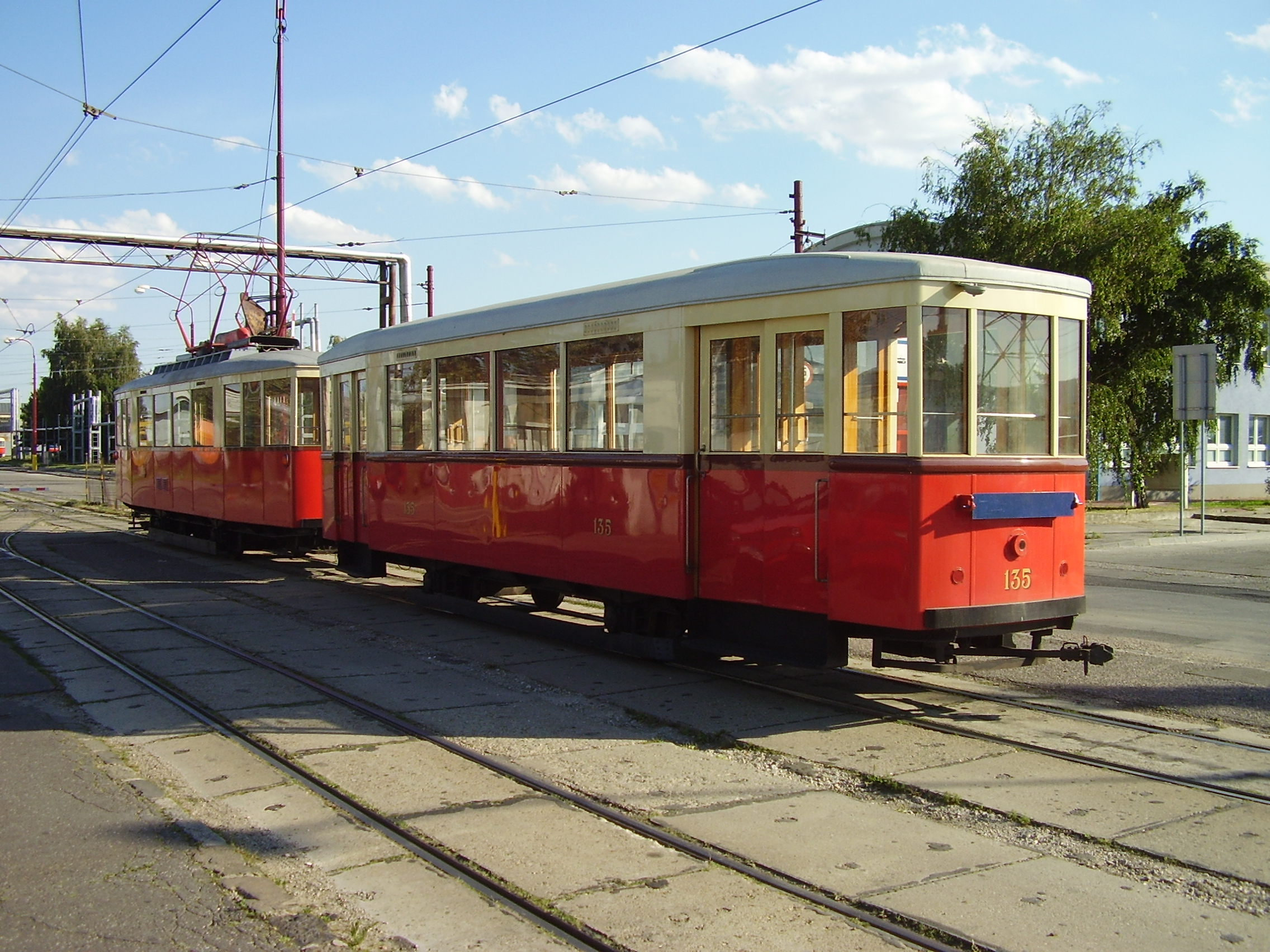
Ein historischer Zweiachserzug

Kurz nach dem Zerfall von Österreich-Ungarn und der Entstehung der Tschechoslowakei, zu der auch die nun „Bratislava“ genannte Stadt kam, wurden die Weichen, Oberleitungen und Wagen grundlegend erneuert und ein Tarifsystem eingeführt. 1922 wurde die Pozsonyi villamossagi reszvénytársaság in das slowakische Bratislavská elektrická účastinárska spoločnosť (BEÚS) umbenannt. Daneben plante man in der Zwischenkriegszeit, das ganze Netz auf Normalspur umzubauen, was aber aus Geldmangel und anderen Gründen nicht geschah.
Die Straßenbahn musste seit 1927 mit dem Busverkehr konkurrieren. Schon in diesem Jahr wurde der Abzweig zum Neustädter Bahnhof, nun Bahnhof Nové Mesto, aufgelassen. Ein Jahr zuvor wurde auch die Strecke durch die Obchodná eingestellt. Das Netz wurde jedoch weiter erweitert: 1929 wurde die Straßenbahn am Donauufer zur Villa Lafranconi (7. September) und zur Svrčia ulica an der damaligen Stadtgrenze (27. September) erweitert. Am 1. Juli 1933 wurde der Kreuzgasse-Ast zum Quartier Tehelné pole an der Vajnorská-Straße im Stadtteil Nové Mesto freigegeben, der bis in die 1980er Jahre im Bereich des Filialbahnhofs eine niveaugleiche Kreuzung mit der normalspurigen Eisenbahn hatte, bevor sie aufgegeben wurde. Seit den 1930er Jahren wurden die Wagen vom tschechischen Hersteller Tatra Studénka geliefert. 1935 wurde die BEÚS Mehrheitseigner der damaligen Elektrická lokálna železnica Bratislava–krajinská hranica, die den tschechoslowakischen Teil der Pressburger Bahn betrieb, spurte sie von Normalspur zur Meterspur um und änderte die Stromzufuhr von Wechselstrom zum im Rest des Netzes verwendeten Gleichstrom (550 Volt).
Nach dem Münchner Abkommen im Jahr 1938 musste der Straßenbahnverkehr nach Petržalka, das nun „Engerau im Deutschen Reich“ hieß, eingestellt werden. Ende 1942 wurde auch die Gesellschaft, die die Strecke pflegte, liquidiert. Im selben Jahr wurden die letzten noch vorhandene Lyra-Stromabnehmer durch Pantografen-Stromabnehmer ersetzt. Anfang 1944 wurden die Linien statt mit Buchstaben mit Nummern gekennzeichnet, was bis heute der Fall ist. Weiter wurde die Strecke von Tehelné pole weiter nach Zátišie (beim heutigen Bahnhof Nové Mesto) erweitert. Nach den alliierten Bombenangriffen gegen die damalige Hauptstadt der Ersten Slowakischen Republik am 16. Juni 1944 musste man mit Schaden rechnen, und Ende März 1945 wurde der Betrieb wegen der sich nähernden Front eingestellt. Kurz nach der Besetzung durch sowjetische Truppen musste man sämtliche Teile der von Deutschen schwer beschädigten Straßenbahn instand setzen.

### Tschechoslowakei und der „Aufbau des Sozialismus“ (1948–90)

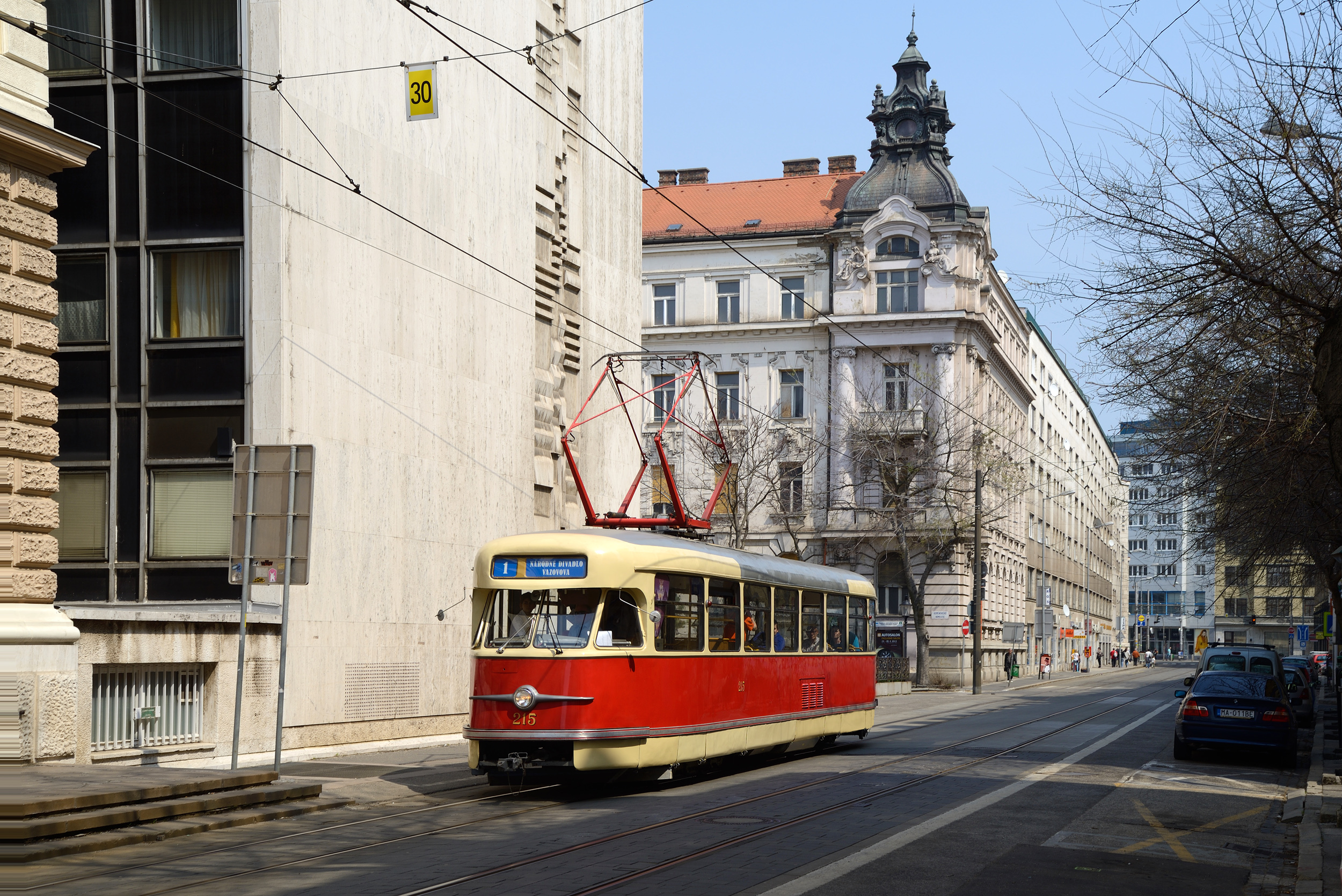
Ein historischer Wagen der Type Tatra T2

Nach der Machtübernahme der KSČ in der Tschechoslowakei wurde die BEÚS nationalisiert und 1949 in die neu entstandene Gesellschaft Dopravné závody mesta Bratislava (DOZÁB, Verkehrsbetriebe der Stadt Bratislava) eingegliedert. Im selben Jahr wurden neue Wagen von Siemens und Tatra eingesetzt, die letzte eingleisige Strecke am Donauufer zweigleisig ausgebaut und bis zur heutigen Straße Vodárenská in Karlova Ves verlängert. Die Strecke entlang der Straße Vajnorská wurde 1951 nach Mierová kolónia und 1956 zum neuen Depot Jurajov dvor weiter geführt. Die Verbindung nach Petržalka wurde 1951 wiederhergestellt, 1961 aber endgültig geschlossen. Es wurden jedoch 1965 ein Ast zum Bahnhof Nové Mesto, eine kurze Verbindung zwischen den Strecken zum Bahnhof Vinohrady und zum Depot Jurajov dvor und 1966 die Strecke vom Bahnhof Vinohrady weiter nach Rača (Straße Detvianska) dem Verkehr freigegeben. Um das Jahr 1960 wurden zuerst die Wagen Tatra T2 eingesetzt; ab etwa 1965 dann auch die Wagen des Typs Tatra T3.
In den 1970er und 1980er Jahren erlebte die Straßenbahn einen erneuten Aufschwung: Neue Linien wurden gebaut und alte modernisiert, um die neu entstehenden Plattenbausiedlungen gut zu erschließen. Dabei halfen auch die zwei Ölkrisen von 1973 und 1979, sich wieder auf die elektrische Traktion zu besinnen. Zuerst ging 1971 der Abschnitt nach Ružinov in Betrieb. Der Ast nach Karlova Ves wurde 1971–1975 grundsätzlich umgebaut und bis zum Ende des Stadtteils Karlova Ves ergänzt. In dieser Zeit wurden auch einige Strecken in der Altstadt verlegt und 1975 das erste Depot auf der Pribinova-Straße aufgegeben. 1979–1980 wurde der Ast zum Hauptbahnhof verlegt, wodurch die Altstadt die direkte Verbindung dorthin verlor. 1981 wurde der Straßenbahnverkehr auf der Straße Obchodná wiederhergestellt und 1983 der Tunnel unter der Burg Bratislava, bis dato ein Straßentunnel, für die Straßenbahn umgebaut. Die neue Plattenbausiedlung Dúbravka wurde 1984 bzw. 1986 durch Erweiterungen zur Straße Hanulova bzw. Quartier Pri kríži an das Netz angeschlossen. In der Zwischenzeit wurden die letzten der alten Wagen Tatra T2 außer Betrieb gesetzt. 1988 wurde der Rača-Ast zum Quartier Komisárky erweitert und 1989 der Erholungsort Zlaté piesky erschlossen, was für die nächsten 27 Jahre die letzte Erweiterung sein sollte.
Die Betriebsgesellschaft DOZÁB wurde Ende 1980er Jahren zweimal reorganisiert: 1987 entstand die Konzerngesellschaft Dopravné podniky hlavného mesta SSR Bratislavy (etwa: Verkehrsbetriebe der Hauptstadt der Slowakischen Sozialistischen Republik Bratislava), aus der 1989 die Dopravný podnik Bratislava, štátny podnik entstand (Verkehrsbetrieb Bratislava, Nationalbetrieb). Sie firmiert heute als Dopravný podnik Bratislava a. s. (Verkehrsbetrieb Bratislava AG).
Danach konzentrierte sich die Stadt auf den Bau der ersten Linie der Metro Bratislava. Dieser begann 1988, wurde aber kurz nach der Samtenen Revolution gestoppt.

### Gegenwart (1990 bis heute)
Die 1990er-Jahre waren durch längere Investitionspausen und allgemeine Sparmaßnahmen geprägt, weil man auf den Bau der U-Bahn hoffte, der jedoch nicht verwirklicht wurde. In dieser Zeit wurden Wagen des Typs Tatra T6A5 angeschafft und die älteren Wagen des Typs Tatra K2 modernisiert. Zeitweilig wurden auch weitere Wagentypen wie Škoda 06T getestet. Pläne für den U-Bahn-Bau wurden 2002 aufgegeben.
Im November 2012 wurde ein Beschluss der Stadtregierung von Bratislava für ein neues Stadtbahnprojekt bekannt. Eine neu zu bauende Stadtbahnstrecke sollte in Nord-Süd-Richtung vom Hauptbahnhof durch die Altstadt donauquerend bis in den Stadtteil Petržalka führen. Die Übernahme von 85 % der auf 420 Millionen EUR geschätzten Baukosten soll die EU zugesagt haben, 2015 sollte eine erste Eröffnung sein.
Die erste Teilstrecke (2,4 Kilometer) von Šafárikova námestie bis zur Stumpfendstelle Jungmannova rechts der Donau wurde am 8. Juli 2016 eröffnet, somit besteht seit 55 Jahren wieder eine Straßenbahnstrecke nach Petržalka. Sie führt über die Starý most, eine frühere Straßenbrücke, die aufgrund von Schäden lange Zeit gesperrt war und einem Ersatzneubau wich. Für eine mögliche Zukunft einer Regiotram wurde dieser erste Abschnitt mit Vierschienengleisen (Meterspur/Normalspur) versehen. Der Streckenabschnitt kostete 58,5 Millionen Euro, die von der EU, wie zugesagt, mit 85 % bezuschusst wurden. Der slowakische Staat bezuschusste weitere 10 % der Gesamtsumme. In der zweiten Phase wurde diese Strecke bis zur mit Wendeschleife ausgeführten Endhaltestelle Južné mesto verlängert werden. Der offizielle Bau begann im November 2021 und eine Fertigstellung war bis Ende 2023 geplant. Die Bauarbeiten waren jedoch zwischenzeitlich wegen durch Inflation gestiegener Preise für Baustoffe und Energie unterbrochen. Im August 2022 einigten sich die Stadt Bratislava und das Bauunternehmen auf einen angepassten Vertrag. Die Aufnahme des Fahrgastbetriebs erfolgte schließlich am 27. Juli 2025.
Zuvor war am 2. November 2011 die Strecke zum Hauptbahnhof aufgrund des mangelhaften Bauzustandes vorübergehend gesperrt und erst 2014 wieder eröffnet worden. Am 26. Oktober 2020 wurde die Modernisierung der Strecke von Karlova Ves nach Dúbravka abgeschlossen, sodass die Direktzüge von Dúbravka in die Innenstadt wieder verkehren konnten.

## Liniennetz

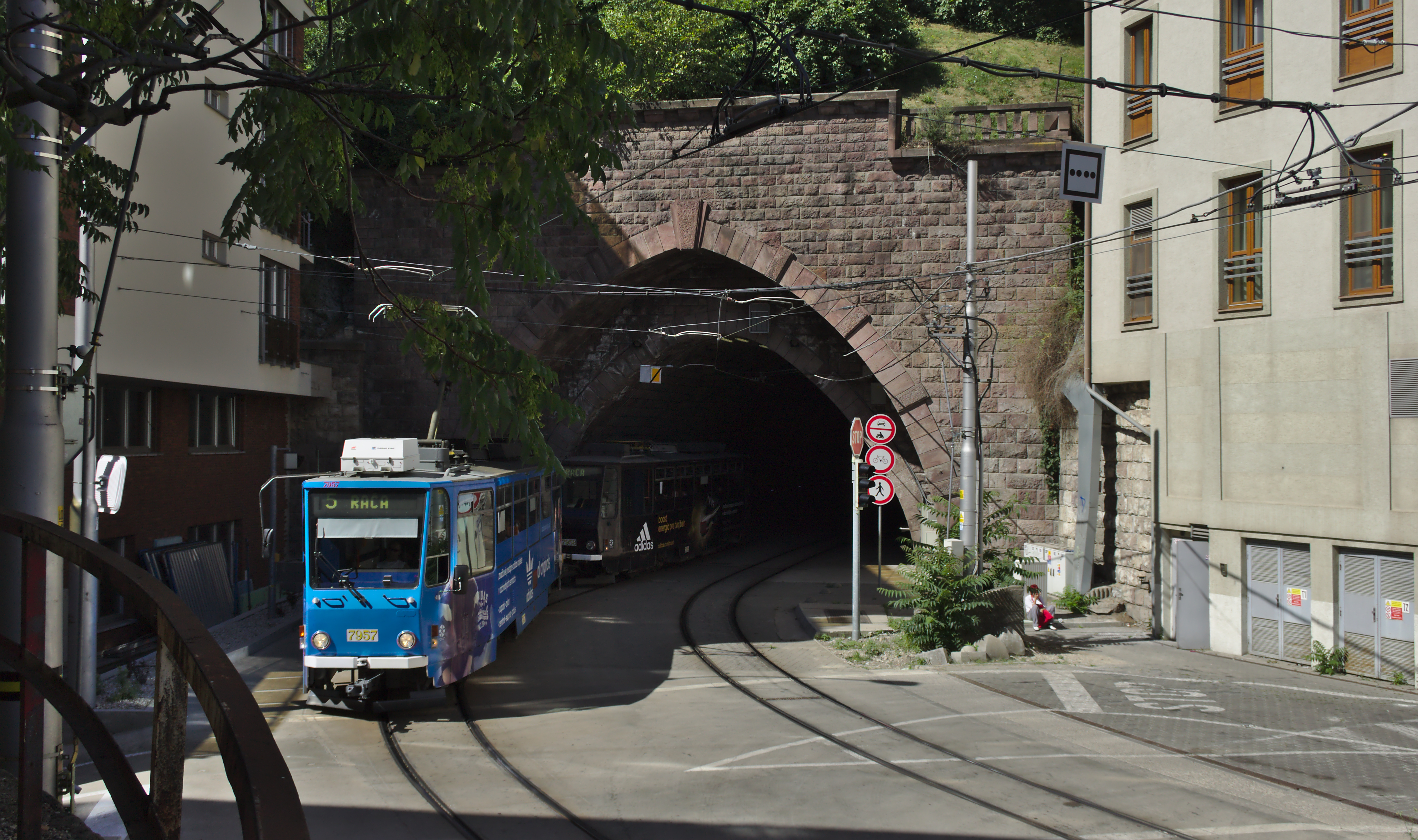
Der Straßenbahntunnel unter der Burg Bratislava

Das heute betriebene Netz umfasst 41,5 km (davon 0,79 km unterirdisch) und ist fast völlig zweigleisig ausgebaut. Es erstreckt sich fast ausschließlich an der linken Donauseite von Bratislava. Im Wesentlichen besteht es aus einem kleinen Netz in der Altstadt, von dem mehrere Äste abzweigen. Diese Äste verbinden die Altstadt mit den Stadtteilen Petržalka, Dúbravka (via Karlova Ves), Rača, dem Erholungsgebiet Zlaté piesky (via Nové Mesto, mit Abzweigen zum Bahnhof Bratislava-Nové Mesto und Stadtteil Ružinov) und mit dem Hauptbahnhof.
Das ganze Netz ist in Meterspur (1000 mm) gebaut und mit 600 V Gleichstrom elektrifiziert.
Die maximale Geschwindigkeit ist durch das Unternehmen auf 50 km/h limitiert worden, die meisten Fahrzeuge wären für 65 km/h zugelassen. Im Jahr 2013 hat die Straßenbahn 63,608 Millionen Passagiere befördert – etwa 27,6 Prozent aller im Netz der DPB beförderten Passagiere, wobei in den letzten Jahren ein Rückgang zu beobachten ist.
Liste der Linien:
| Linie | Strecke                                              |
| ----- | ---------------------------------------------------- |
| 1     | Hlavná Stanica – Nám. Ľ. Štúra – Hlavná Stanica      |
| 3     | Rača, Komisárky – Petržalka, Južné mesto             |
| 4     | Zlaté piesky / Stn. Nové Mesto – Dúbravka, Pri kríži |
| 7     | Rača, Komisárky – Stn. Vinohrady – Hlavná Stanica    |
| 9     | Ružinov, Astronomická – Karlova Ves, Kútiky          |

Die Linie 7 verkehrt nur während der Hauptverkehrszeiten.
Am 19. März 2012 wurde die Anzahl der Linien von 14 auf 8 reduziert. Als Ausgleich für diese Reduktion wurden die Taktzeiten verkürzt und vereinheitlicht, sie betrugen in den Hauptverkehrszeiten nun acht Minuten und außerhalb 15 Minuten.

## Infrastruktur
- Depots: Jurajov dvor, Krasňany, Martanovičova (bis 1975)
- Wendeschleifen: Dúbravka-Pri kríži, Hlavná stanica, Karlova Ves-Kútiky, Rača-Komisárky, Ružinov-Astronomická, Zlaté piesky, Stn. Vinohrady, Stn. Nové Mesto

## Fahrzeuge

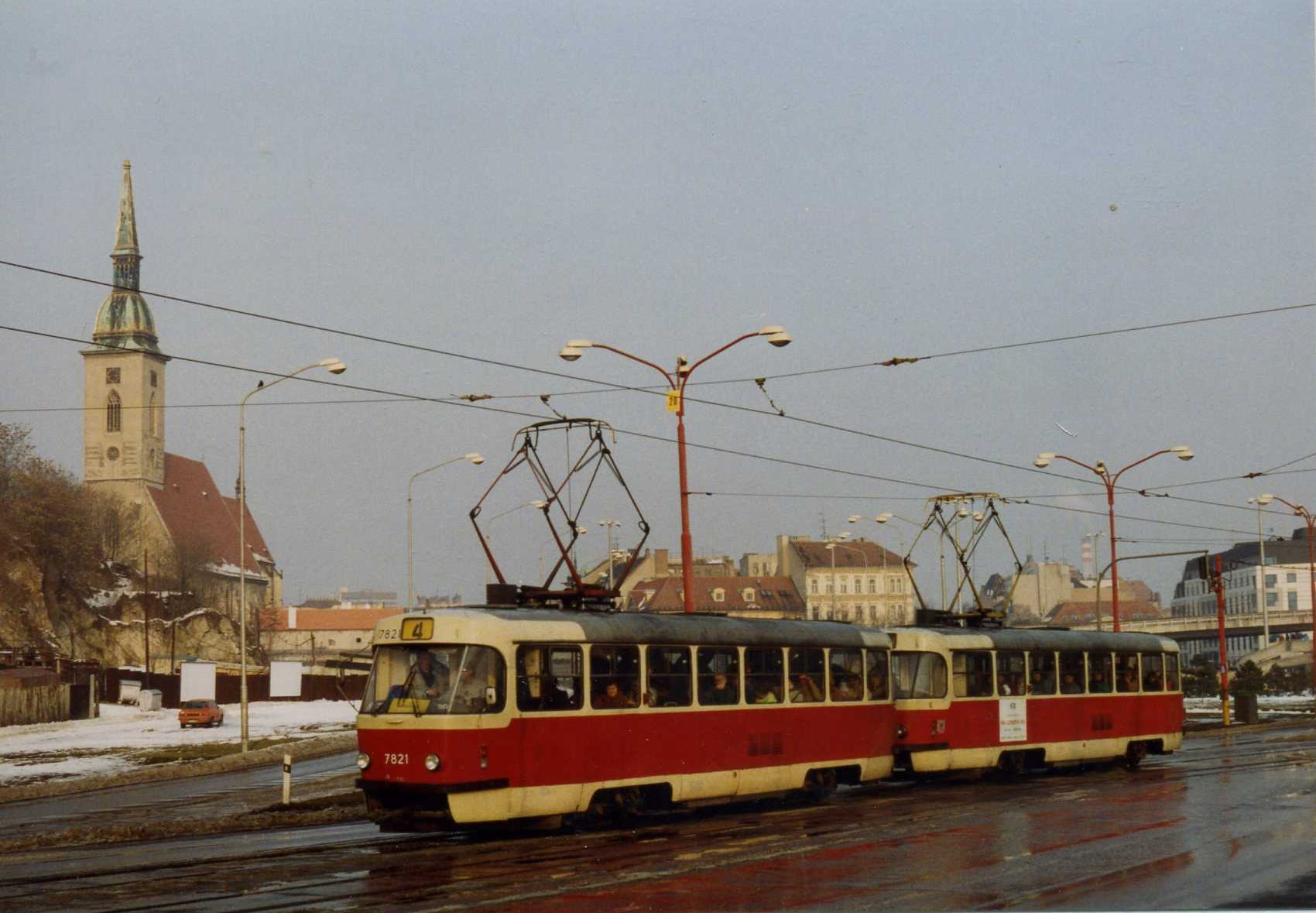
Tatra T3 (Aufnahme vom Jahr 1993)

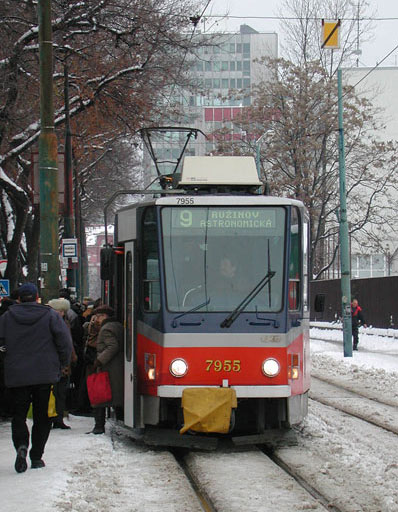
Tatra T6A5, Haltestelle Saleziáni

Heute verkehren auf den Strecken unterschiedliche Straßenbahnwagen, daneben auch einige modernisierte Varianten. Die meisten Fahrzeuge sind in den Stadtfarben rot-silber-weiß lackiert, es existieren jedoch auch mit Werbung versehene oder ältere rot-cremefarbige Fahrzeuge. Der Betreiber besaß im Jahr 2014 insgesamt 244 Wagen mit einem Durchschnittsalter von rund 26,5 Jahren.
- Tatra T3 7301–04, 7703...7846[10]
  - Tatra T3AS
  - Tatra T3G
  - Tatra T3M
  - Tatra T3Mod
  - Tatra T3S
  - Tatra T3SU
  - Tatra T3SUCS
  - Tatra T3P
- Tatra K2 7085, 7107…7135[10]
  - Tatra K2YU
  - Tatra K2G
  - Tatra K2S
- Tatra T6A5 7901–7958[10]
- Škoda ForCity Plus[10]
  - 29T (Einrichtungswagen) 7401–7450 aus zwei Bestellungen 2013 und 2021, Auslieferung zehn weiterer Fahrzeuge bis Mitte 2026 (Stand November 2024)
  - 30T (Zweirichtungswagen) 7501–7540 aus zwei Bestellungen 2013 und 2021

Im November 2024 wurde eine Ausschreibung zur Beschaffung von zunächst zehn und optional bis zu 50 weiteren Zweirichtungswagen mit einer Länge von bis zu 49 Metern und einem Niederfluranteil von mindestens 90 % veröffentlicht.